# Cadillac CT4

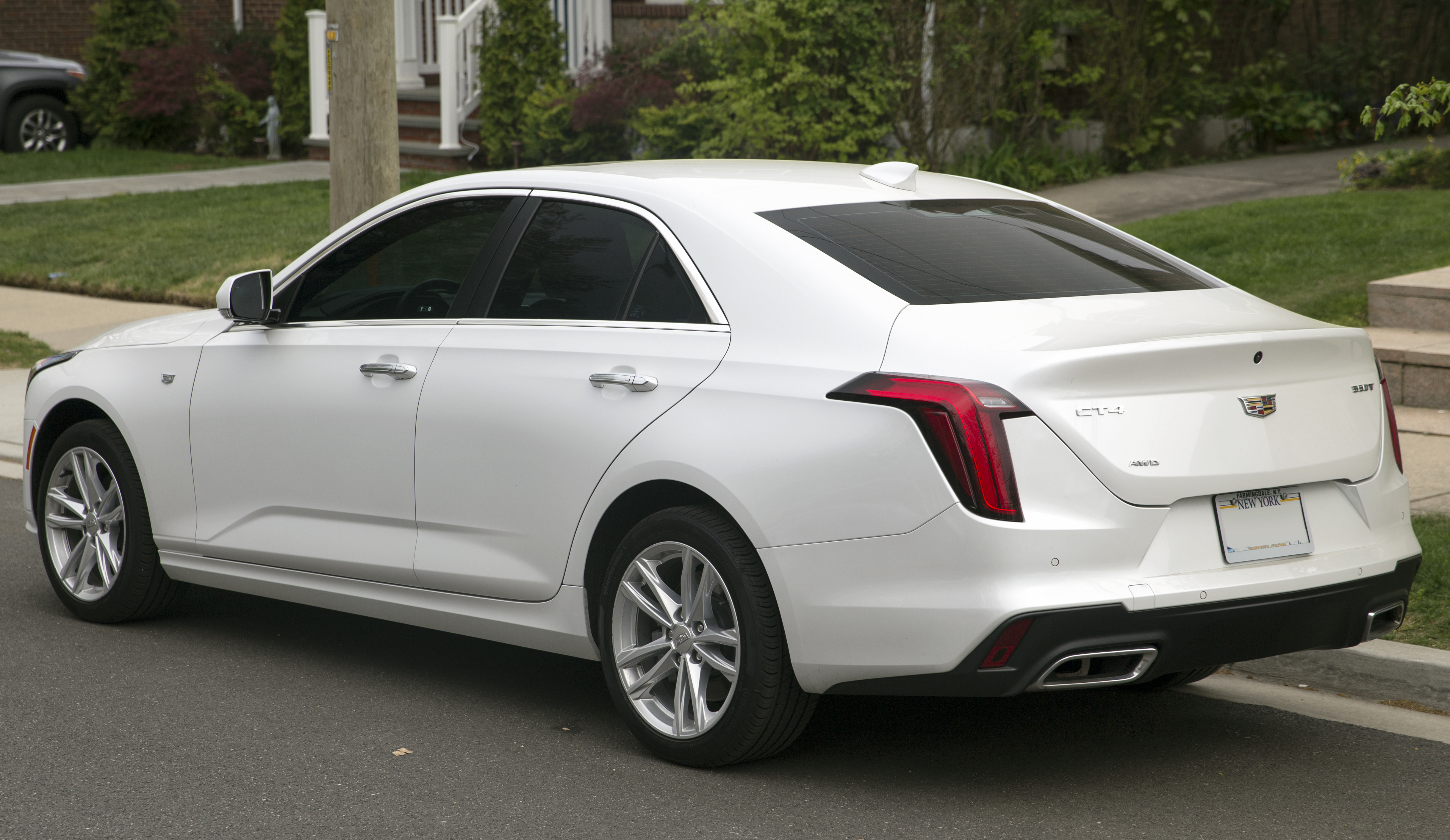
Heckansicht

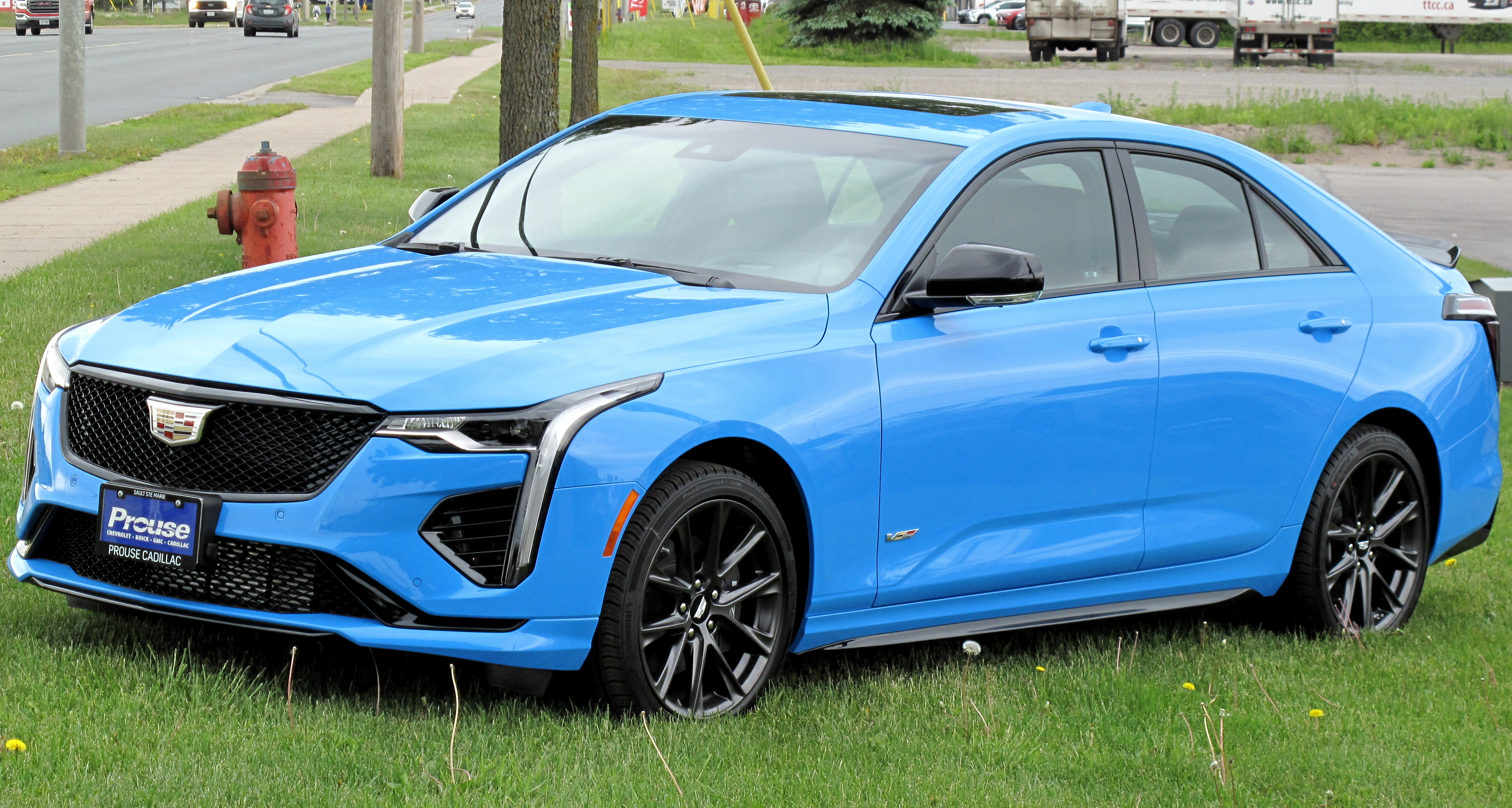
Cadillac CT4-V

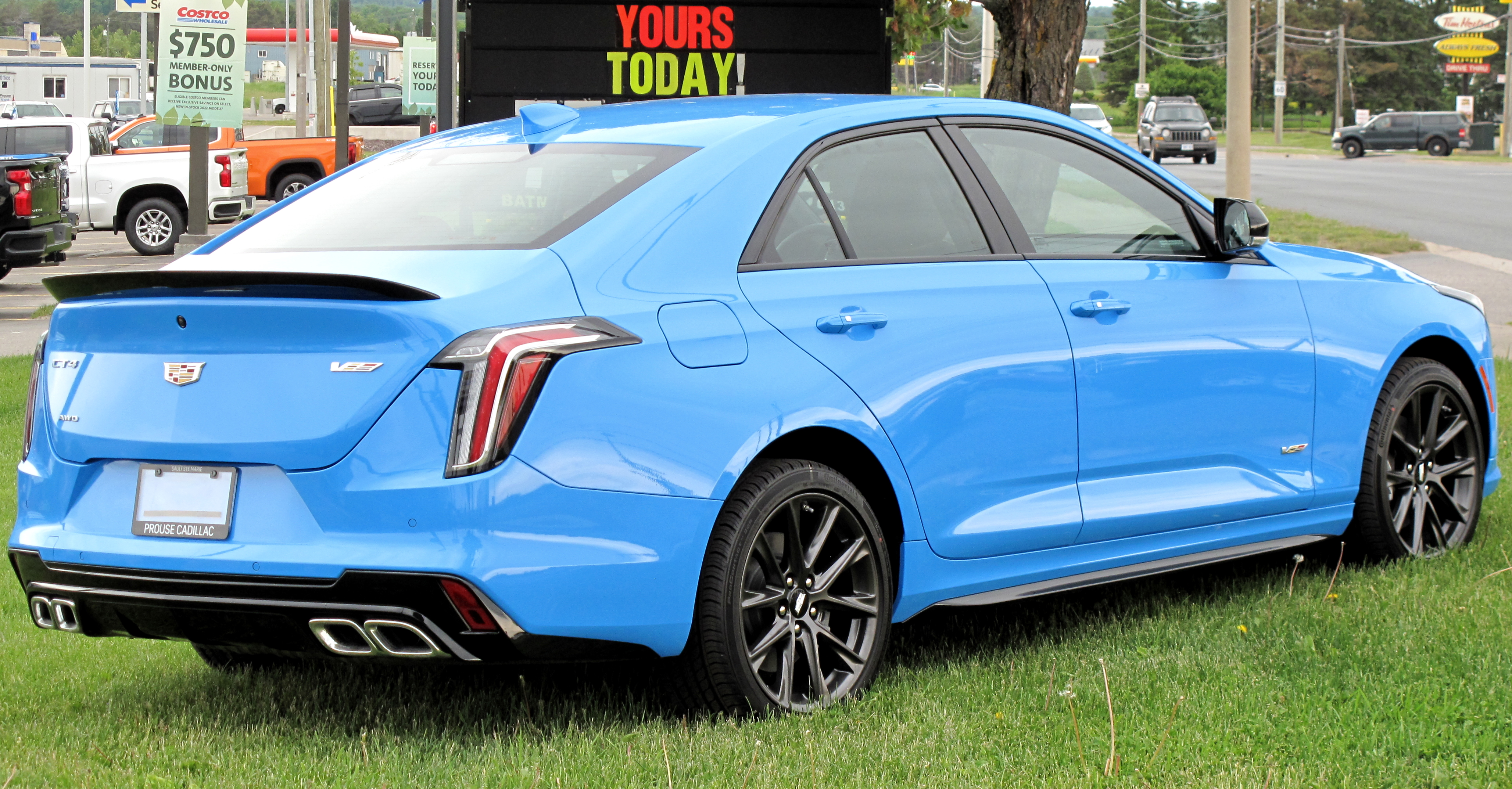
Heckansicht

Der Cadillac CT4 (Abkürzung für Cadillac Touring 4) ist eine Limousine der zu General Motors gehörenden Marke Cadillac. In der Modellpalette ist das Fahrzeug das Nachfolgemodell des ATS und unterhalb des CT5 positioniert.

## Geschichte
Vorgestellt wurde die Baureihe zunächst als sportliche Version CT4-V Ende Mai 2019. Die schwächeren Modelle folgten Mitte September 2019. In den Vereinigten Staaten startete der Verkauf im Februar 2020, der chinesische Markt folgte im April 2020.
Anfang Februar 2021 präsentierte Cadillac mit dem CT4-V Blackwing das Topmodell der Baureihe. Zum 20-jährigen Jubiläum von Cadillac-V-Modellen wurde im Mai 2023 das Sondermodell 20th Anniversary auf Basis des Blackwing vorgestellt. Ein weiteres Sondermodell ist der Petit Petaud, der beim 24-Stunden-Rennen von Le Mans 2024 vorgestellt wurde. Es ist auf 50 Exemplare limitiert.

## Produktion
Gebaut wird das Fahrzeug von General Motors im US-amerikanischen Lansing und von SAIC General Motors in Shanghai.

## Technische Daten
Angetrieben wird die Limousine in China und den Vereinigten Staaten von einem aufgeladenen Zweiliter-Ottomotor. Serienmäßig hat der CT4 Hinterradantrieb, gegen Aufpreis ist ausschließlich in den Vereinigten Staaten Allradantrieb erhältlich. In den USA wird außerdem ein ebenfalls aufgeladener 2,7-Liter-Ottomotor angeboten, der im CT4 231 kW (314 PS) und im CT4-V 242 kW (329 PS) leistet. Der CT4-V Blackwing hat den aus dem ATS bekannten 3,6-Liter-Ottomotor. Er leistet hier 352 kW (479 PS). In China folgte 2022 noch ein aufgeladener 1,5-Liter-Ottomotor mit 155 kW (211 PS).
|                                                                   | CT4 25T                    | CT4 28T                    | CT4 2.0T                   | CT4 2.7T                    | CT4-V                       | CT4-V Blackwing             |
| ----------------------------------------------------------------- | -------------------------- | -------------------------- | -------------------------- | --------------------------- | --------------------------- | --------------------------- |
| Bauzeitraum                                                       | seit 11/2022               | seit 04/2020               | seit 02/2020               | seit 02/2020                | seit 02/2020                | seit 08/2021                |
| Markt                                                             | China                      | China                      | USA                        | USA                         | USA                         | USA                         |
| Motorkenndaten                                                    |                            |                            |                            |                             |                             |                             |
| Motorart                                                          | Ottomotor                  | Ottomotor                  | Ottomotor                  | Ottomotor                   | Ottomotor                   | Ottomotor                   |
| Motorbauart                                                       | R4                         | R4                         | R4                         | R4                          | R4                          | V6                          |
| Hubraum                                                           | 1498 cm³                   | 1998 cm³                   | 1998 cm³                   | 2727 cm³                    | 2727 cm³                    | 3564 cm³                    |
| Motoraufladung                                                    | Turbolader                 | Turbolader                 | Turbolader                 | Turbolader                  | Turbolader                  | Biturbo                     |
| max. Leistung bei min−1                                           | 155 kW (211 PS) / 5500     | 174 kW (237 PS) / 5000     | 177 kW (241 PS) / 5000     | 231 kW (314 PS) / 5500      | 242 kW (329 PS) / 5500      | 352 kW (479 PS) / 5750      |
| max. Drehmoment bei min−1                                         | 270 Nm / 1750–4500         | 350 Nm / 1500–4000         | 350 Nm / 1500–4000         | 475 Nm / 1500–4000          | 515 Nm / 2000–4000          | 603 Nm                      |
| Kraftübertragung                                                  |                            |                            |                            |                             |                             |                             |
| Antrieb, serienmäßig                                              | Hinterradantrieb           | Hinterradantrieb           | Hinterradantrieb           | Hinterradantrieb            | Hinterradantrieb            | Hinterradantrieb            |
| Antrieb, optional                                                 | —                          | —                          | Allradantrieb              | Allradantrieb               | Allradantrieb               | —                           |
| Getriebe, serienmäßig                                             | 8-Stufen-Automatikgetriebe | 8-Stufen-Automatikgetriebe | 8-Stufen-Automatikgetriebe | 10-Stufen-Automatikgetriebe | 10-Stufen-Automatikgetriebe | 6-Gang-Schaltgetriebe       |
| Getriebe, optional                                                | —                          | —                          | —                          | —                           | —                           | 10-Stufen-Automatikgetriebe |
| Messwerte                                                         |                            |                            |                            |                             |                             |                             |
| Höchstgeschwindigkeit                                             | 220 km/h                   | 220 km/h                   | k. A.                      | k. A.                       | k. A.                       | 304 km/h                    |
| Beschleunigung, 0–100 km/h                                        | 7,9 s                      | 6,9 s                      | k. A.                      | k. A.                       | k. A.                       | 3,8 s                       |
| Kraftstoffverbrauch nach chinesischer Norm auf 100 km, kombiniert | 7,0 l Super                | 7,4 l Super                | —                          | —                           | —                           | —                           |
| Kraftstoffverbrauch nach EPA auf 100 km, kombiniert               | —                          | —                          | 8,7 l Super                | k. A.                       | 10,2 l Super                | k. A.                       |
| Tankinhalt                                                        | 66 l                       | 66 l                       | k. A.                      | k. A.                       | k. A.                       | k. A.                       |
| Leergewicht                                                       | 1525 kg                    | 1535–1540 kg               | 1570 kg                    | k. A.                       | 1640 kg                     | k. A.                       |